# Roland Salm
Roland Salm (Riniken, 21 februari 1951) is een Zwitsers voormalig wielrenner.

## Carrière
Salm veroverde vier keer de nationale titel en ook een keer die op de baan in de puntenkoers. Daarnaast won hij voornamelijk wedstrijden in en rond Zwitserland. Hij nam driemaal deel aan de Giro waarvan hij er twee uitreed met een 13e plaats als beste resultaat. Hij nam zes keer deel aan het WK waarvan hij er maar drie uitreed met een 14e plaats als beste resultaat.

## Overwinningen

### Veldrijden
1976
- Wetzikon

### Weg
1972
- Proloog Grand Prix Willem Tell (TTT)

1973
- Zwitsers kampioenschap baanwielrennen (puntenkoers)
- Kampioenschap van Zürich (amateurs)

1974
- 1e en 2e etappe Giro del Lago Maggiore - GP Knorr
- Eindklassement Giro del Lago Maggiore - GP Knorr
- Tour du Canton de Genève
- Gippingen
- Rund um Gippingen
- Oberrohrdorf
- Nord-West Schweizer Rundfahrt
- Zwitsers kampioenschap wielrennen op de weg

1975
- Schaffhausen
- Stausee-Rundfahrt Klingnau
- Zwitsers kampioenschap wielrennen op de weg
- Leimentalrundfahrt
- Schellenberg Rundfahrt
- Siglistorf
- Nord-West Schweizer Rundfahrt
- Ronde van Venetië

1976
- Binningen
- Brügg bei Biel
- Genève
- Mendrisio
- Zwitsers kampioenschap wielrennen op de weg
- Oberrohrdorf

1977
- Rund Um die Rigi
- Zwitsers kampioenschap wielrennen op de weg

1978
- Lancy
- Biel-Bienne - Magglingen

1979
- Kaistenberg Rundfahrt
- Umkirch

1980
- 7a etappe Ronde van Zwitserland

1981
- Rund Um die Rigi - Gersau

## Resultaten in de voornaamste wedstrijden
| Jaar | Ronde van Italië | Ronde van Frankrijk | Ronde van Spanje |
| ---- | ---------------- | ------------------- | ---------------- |
| 1974 | 56e              |                     |                  |
| 1975 | 13e              |                     |                  |
| 1976 | opgave           |                     |                  |
| 1977 |                  |                     |                  |
| 1978 |                  |                     |                  |
| 1979 |                  |                     |                  |
| 1980 |                  |                     |                  |

| Jaar | Milaan-San Remo | Luik-Bast.‑Luik | Ronde van Lombardije |  | WK op de weg |
| ---- | --------------- | --------------- | -------------------- |  | ------------ |
| 1974 |                 |                 |                      |  | 16e          |
| 1975 | 42e             |                 | 12e                  |  | 14e          |
| 1976 |                 |                 |                      |  | 40e          |
| 1977 | 51e             |                 |                      |  | opgave       |
| 1978 |                 | 20e             |                      |  | opgave       |
| 1979 |                 |                 |                      |  |              |
| 1980 |                 |                 |                      |  | opgave       |

Wielerploegen van Roland Salm
Agostinho ·
Beyssens ·
Bittinger ·
Calzati ·
Clark ·
De Nul ·
De Roo ·
Dedeckere ·
Demeyer ·
Desruelle ·
H. Devos ·
P. Devos (vanaf 01/08) ·
Dubois ·
Dumont ·
Heirweg ·
Hendrickx ·
J-P. Hosotte ·
P. Hosotte ·
Kelly ·
Loder ·
Maertens ·
Malfait ·
Mariotti ·
Meernhout ·
Muselet ·
Myngheer ·
Ongenae ·
Pollentier ·
Salm ·
Theunis ·
Tilmant ·
Tinazzi ·
Vallaeys ·
Van Vlierberghe ·
Verplancke ·
Verschaeve · 
Verschuere